# かちかちPress
『かちかちPress』（かちかちプレス）は、サガテレビで2015年3月30日から2024年3月29日まで、生放送されていた情報番組（夕方ワイド番組）である。

## 概要
- キー局・フジテレビが『みんなのニュース』をスタートさせることに伴い、これまで放送されてきた前身番組『かちかちワイド』・『sts→SAGA TV スーパーニュース』の枠を統合させた後継番組。
- 2016年7月改編により金曜日のみ放送時間が30分拡大し190分になり、サガテレビの夕方ワイド史上最長となった。
- 2018年4月2日より、FNN系列の新たな夕方ニュースとして『プライムニュース イブニング』が開始され、系列局の多くがフジテレビに合わせて「プライムニュース」のタイトルを使用した形での改題を行ったが、当番組はタイトルを変更せずに継続した。
- 2019年3月4日より、再放送の「かちプレおさらい」が24時25分から放送開始された。
- 2019年4月1日より、FNN系列の新たな夕方ニュースとして『Live News イット!』が開始されたが、当番組は継続され、その一方で4月にサガテレビ開局50周年を迎えることに伴い、3月25日からスタジオセットを一新し、4月1日にオープニング及びテーマ曲を変更するなど、番組自体のリニューアルが行われた。
- 2021年7月5日よりスタジオの一部、BGM、コーナー等をリニューアルした。
- 2022年1月4日より放送時間が5分拡大した。[注 1]
- 2022年4月より時計表示を変更した。
- 2022年12月26日から29日まではかちかちPress年末特別版としてコーナーを再編集し、放送した。[注 2]
- 2024年3月29日の放送をもって終了し、4月1日からは『かちかちLIVE』にリニューアルされた[1]。

## タイムテーブル
変更が多いため注意
2021年7月2日(リニューアル前最終回)
| 時刻     | 放送内容                                        | 備考 |
| -------- | ----------------------------------------------- | --- |
| 16:20    | ローカルパート1部                               | 「かちかちPress」オープニング。オープニングCG後スタジオで「皆さんこんにちは〇月〇日〇曜日のかちかちPress今日も最後までお付き合いください」のあとコメンテーター等の紹介。そして今日伝えるニュースをフラッシュ形式で伝えてコーナー紹介をする。 |
| 16:25    | コーナー1部                                     | 日替わりコーナーを放送。途中でちょっと知っトクが挟まれる。コーナーが16:41分終了後CMを挟みお天気情報となる。 |
| 16:43    | お天気情報                                      | お天気情報のあと🉐情報を紹介し、お便り紹介となる。「このあとは全国のニュース」とテロップがでて1部終了。 |
| 16:50    | 「Live News イット!」を部分ネット               | この部分で東京のキャスターが挨拶する。 |
| 17:12.30 | ローカルパート2部                               | ここで佐賀に戻る。平川邦明が「ここからは佐賀のニュースです〇〇さん(アナウンサーの名前)お願いします」10分程したあと、スタジオと繋ぎコメンテーターとの会話を行いＣＭを挟みお天気情報を放送。そして、提供読みのあとCMに入る。                   |
| 17:30頃  | コーナー2部                                     | 日替わりコーナーへと入る。17:43分頃に終了後CM→おたよりの紹介とすすみ1部と同じテロップを表示し、2部終了。 |
| 17:48    | 「FNN Live News イット!」（18時台オープニング） | もう一度東京からの挨拶が入る。 |
| 18:09    | ローカルニュースオープニング                    | 基本的にアナウンサーの名前を呼びニュースに入る。 |
| 18:20頃  | 6時台特集                                       | 日によって不定期となっている。 |
| 18:33頃  | お天気情報                                      | 5分間 |
| 18:38    | CM                                              | |
| 18:45    | メガモッツのわらしべ長者の旅                    | |
| 18:53    | お便りの紹介                                    | |
| 18:55    | CM                                              | 105秒 |
| 18:56    | プレゼント情報                                  | プレゼント情報、おほなぞなぞ、天気予報を放送し、次回の予告をして終了 |

2022年7月18日 - 2022年7月22日(7月19日除く)時点
| 時刻     | 放送内容                                        | 備考 |
| -------- | ----------------------------------------------- | --- |
| 16:15    | ローカルパート1部                               | 「かちかちPress」オープニング。その日のコーナー紹介をして放送。そのままおほしんたろうに繋ぐ、その際の様子を言いお天気情報と🉐クイズの時間予告を行なう。そしてスタジオで大体「皆さんこんにちは〇月〇日〇曜日のかちかちPress今日も午後7時最後までお付き合いいただけますと嬉しいです」と平川邦明が挨拶をする。そしてコメンテーターの紹介テロップを出し会話をする。その後、お便りの今週のテーマを言いCMに入る。CM明けはちょっと知っトクを流したあとお天気情報を伝え🉐クイズの問題を発表する。 |
| 16:30    | コーナー1部                                     | まずは5分間ニュースを放送後日替わりコーナーを放送。全てのコーナーが16:49終了後🉐クイズの問題のおさらいをして平川アナが「このあとは全国のニュースです」といい1部終了。 |
| 16:50    | 「Live News イット!」を部分ネット               | この部分で東京のキャスターが挨拶する。 |
| 17:12.30 | ローカルパート2部                               | ここで佐賀に戻る。10秒間平川邦明アナがニュースの予告をしCMとなる。17:14.40から佐賀のニュースとなる。5分程したあと6時台のニュースの特集の予告を行いＣＭを挟みお天気情報を放送。そして🉐クイズの当選者発表、回答が行われ提供読みのあとCMに入る。 |
| 17:30頃  | コーナー2部                                     | 日替わりコーナーへと入る。17:37分頃からメガモッツのわらしべ長者の旅を放送。終了後おたよりの紹介→CM→てれび宣伝隊とすすみ1部終了と同じ挨拶をし、2部終了。 |
| 17:48    | 「FNN Live News イット!」（18時台オープニング） | もう一度東京からの挨拶が入る。 |
| 18:09    | ローカルニュースオープニング                    | 基本的にアナウンサーの名前を呼びニュースに入る。 |
| 18:20    | 6時台特集                                       | 日によって不定期となっている。 |
| 18:30頃  | コーナー3部                                     | これも日替わりとなる。 |
| 18:42    | CM                                              | 2:30秒 提供クレジット10秒 |
| 18:45    | まるっと！                                      | 平川アナが「ではここからは一旦フジテレビのスタジオから全国のニュースまるっとです。6時55分からはおほさんのお天気情報です。」と言い始まる。 |
| 18:55    | お天気情報                                      | お天気情報、新型コロナウイルス感染者数のニュース、明日の予定、つどえ!!みんなの🉐ひろばと進み EDとなる。 ○新番組が始まるとCMなどが流れる、金曜のみどぶろっくの一物の予告が流れる。 |

2022年12月27日 - 2022年12月29日
| 時刻    | 放送内容          | 備考 |
| ------- | ----------------- | --- |
| 16:45   | オープニング      | ダイジェストコーナーの紹介を行う。出演者は平川アナとレギュラーの2人となっている。お天気情報、収録映像を除き副調整室から放送していた。 |
| 16:50   | ローカルニュース  | 17:03頃まで放送 |
| 17:06   | お天気情報        | サガテレビ前からレギュラーの方が伝えた。                                                                                              |
| 17:10頃 | ダイジェスト第1部 | 内容は後述 |
| 17:20   | ダイジェスト第2部 | 〃 |
| 17:30   | ダイジェスト第3部 | 27日除く |
| 17:40頃 | お便り紹介等      | 27日のみこの前にCMが入った。28日はさがCityTELEVISION、29日はゆめさがプラスが挟まれた                                                  |
| 17:44頃 | エンディング      | 27日、28日は次の日の内容紹介、29日が新年特別番組と新年最初のかちかちPressの紹介を行った                                               |
| 17:45   | FNNニュース       | ステーションブレイク無しで放送開始 |

|       | 26日                 | 27日                            | 28日                       | 29日                         |
| ----- | -------------------- | ------------------------------- | -------------------------- | ---------------------------- |
| 第1部 | 年プレ!              | バス旅ロードSHOW                | 波田陽区のさがんまち珍道中 | なるほど!工場Walker          |
| 第2部 | これってニューっす！ | おうちで☆☆☆(三ツ星)クッキンぐっ | 勝手に大検証               | メガモッツのわらしべ長者の旅 |
| 第3部 | LIVE金5時!!          | さや香がリモート生出演          | しずるん♪グルメ            | つどえ!!みんなの🉐ひろば     |

## 放送時間
| 期間                    | 月曜 - 木曜            | 金曜                   |
| ----------------------- | ---------------------- | ---------------------- |
| 2015.03.30 - 2016.04.01 | 16:25 - 19:00（155分） | 16:25 - 19:00（155分） |
| 2016.04.04 - 2016.07.01 | 16:20 - 19:00（160分） | 16:20 - 19:00（160分） |
| 2016.07.04 - 2020.10.09 | 16:20 - 19:00（160分） | 15:50 - 19:00（190分） |
| 2020.10.12 - 2021.12.24 | 16:20 - 19:00（160分） | 16:20 - 19:00（160分） |
| 2022.01.04 - 2024.03.29 | 16:15 - 19:00（165分） | 16:15 - 19:00（165分） |

- 途中、『Live News イット!』を内包。
- 2018年3月30日までは途中、『（FNN）みんなのニュース』を内包。
- 2019年3月29日までは途中、『プライムニュース イブニング』を内包。
- 年末年始は2017年までは原則、フジテレビでの夕方枠報道番組の休止に合わせて放送休止していたが、2018年は12月26-27日・翌2019年1月4日に番組を休止し｢プライムニュース イブニング｣第1部を臨時フルネットした。また、2019年末も12月23日-27日に番組を休止し｢Live News it!｣第1部を臨時フルネットした。[注 23]
- 2019年4月1日から4月4日は15:50から臨時で放送。
- 2021年12月27日(2021最終放送)は全日本フィギュアのため17:43から放送。
- ニュース一気見せ まるっと!は2021年10月頃ネット開始
- 2022年7月8日の安倍晋三銃撃事件の報道は14:45分から開始と思われる。

タイトルもフジテレビ準拠の『FNNイット!』となりローカルニュースも放送なし。
- 2022年8月15日は30分拡大で[戦後77年特別企画【体験者が語る戦争の記憶】]を放送した。しかし番組内では【アーカイブが刻む戦争の記憶】となった。内容は2012年から2021年までに取材した映像の再編集であった。16:15分に終了時[CMのあと…かちかちPress]と表示され、通常通りの編成となった[注 24]。

## オープニング・エンディング曲
- 2015.03.30-2016.04.01 HALFBY『CATCH UP THE HOUSEMARTINS』
- 2016.04.02-2019.03.29 (オープニング)The Royal Concept『On Our Way』　　(エンディング)WALK THE MOON『Shut Up and Dance』
- 2019.04.01-2020.05.01 beverly『探しに行こうよ』(サガテレビ開局50周年キャンペーンソング)
- 2020.05.04-2021.07.02  『Dreamin' you』（ナッシュミュージック演奏）
- 2021.07.05-2024.03.29　Official髭男dism　『Universe』[注 25][注 26]

## 司会者

### メインMC
- 平川邦明 (2019年9月30日 - 2024年3月29日)     月ー金担当

### ニュースキャスター
- 鶴丸英樹（月・火）
- 森麻衣子（月・火）
- 橋爪和泉（水）
- 野上麗（木-金）
- 川野優也(水-金)

※主に17時12分からの県内ニュースは女性アナ、18時09分からのパートは男性アナと女性アナが担当。

#### 過去のMC・ニュースキャスター
| 期間      | 期間      | MC       | MC         | MC          | ニュースキャスター | ニュースキャスター | ニュースキャスター | ニュースキャスター | ニュースキャスター | ニュースキャスター |
| 期間      | 期間      | 男性     | 女性       | 女性        | 男性               | 男性               | 男性               | 女性               | 女性               | 女性               |
| 期間      | 期間      | 男性     | 月曜・金曜 | 火曜 - 木曜 | 月曜・火曜         | 水曜               | 木曜・金曜         | 月曜・火曜         | 水曜               | 木曜・金曜         |
| --------- | --------- | -------- | ---------- | ----------- | ------------------ | ------------------ | ------------------ | ------------------ | ------------------ | ------------------ |
| 2015.3.30 | 2016.3.18 | 森洸     | 花田百合奈 | 花田百合奈  | 廣瀬仁秀           | 廣瀬仁秀           | 廣瀬仁秀           | 鶴田麻貴子         | 鶴田麻貴子         | 鶴田麻貴子         |
| 2016.3.21 | 2018.3.30 | 鶴丸英樹 | 花田百合奈 | 花田百合奈  | 木戸優雅           | 木戸優雅           | 平川邦明           | 鶴田麻貴子         | 鶴田麻貴子         | 鶴田麻貴子         |
| 2018.4.2  | 2019.9.27 | 鶴丸英樹 | 花田百合奈 | 花田百合奈  | 平川邦明           | 平川邦明           | 平川邦明           | 森麻衣子           | 野上麗             | 野上麗             |
| 2019.9.30 | 2020.3.31 | 平川邦明 | 石本愛     | 石本愛      | 波佐間崇晃         | 川野優也           | 川野優也           | 森麻衣子           | 野上麗             | 野上麗             |
| 2020.4.1  | 2021.7.2  | 平川邦明 | 石本愛     | 宮元美穂    | 波佐間崇晃         | 川野優也           | 川野優也           | 森麻衣子           | 野上麗             | 野上麗             |
| 2021.7.5  | 2023.1.20 | 平川邦明 | （不在）   | （不在）    | 鶴丸英樹           | 川野優也           | 川野優也           | 森麻衣子           | 野上麗             | 野上麗             |
| 2023.1.23 | 2024.3.29 | 平川邦明 | （不在）   | （不在）    | 鶴丸英樹           | 川野優也           | 川野優也           | 森麻衣子           | 橋爪和泉           | 野上麗             |

## その他のレギュラー陣

### 月曜-金曜
- おほしんたろう
- メガモッツ

### 月曜日
- 橋爪和泉(サガテレビアナウンサー)

### 火曜日
- メタルラック
- とらんじっと・あらた
- 橋爪和泉（サガテレビアナウンサー）

### 水曜日
- 波田陽区
- 中島つぐまさ
- 新井康平※佐賀大学理工学部名誉教授（コメンテーター）

### 木曜日
- メガモッツ・中川どっぺる
- おほしんたろう

### 金曜日
- メガモッツ・池内祐介
- おほしんたろう
- こかどひろこ※中継担当

### 過去のレギュラー陣
- サカクラゲン
- 戸塚洋子
- 稲葉ゆう子(佐賀にわか劇団 座長)
- ヨンヘ
- 今井瞳
- 鷲尾美紀
- 安藤あや

## コーナー

### 帯
- Live News イット![注 27]（17時台<16:50 - 17:12.30>、18時台<17:48 - 18:09 FNN枠>、取材center24<18:48.30 - 18:55>）
- 県内のニュース（16時30分 - 35分[注 28]、17時12分 - [注 29]、18時09分 - ）
- おほしんたろうのお天気情報
- おほしんたろうの🉐クイズ
- てれび宣伝隊
- ちょっと知っトク
- わらしべ長者の旅

### 曜日別[注 30]

#### 月曜日
- 週プレ！[注 31][注 32]（16時台）
- みんなでヘルシーライフ（17時台）
- かちスポMonday（18時台）

#### 火曜日
- バス旅ロードSHOW（16時台）
- 小田井の　今、佐賀にいます（17時台）
- 勝手に大検証！（18時台）

#### 水曜日
- 波田陽区の値斬り侍 （16時台）
- 旬カン！！-ＦＯＣＵＳ（17時台）[注 33]
- 知ってる?カーボンニュートラル（17時台）[注 34]
- この時間に？！ごめんね❤グルメ（18時台）

#### 木曜日
- なるほど！工場Walker（16時台）
- あの日へ時間旅行（17時台）
- ゆめさがプラス（17時台）
- サガらぼ（18時台）[注 35]

#### 金曜日
- おうちで☆☆☆(三ツ星)クッキンぐっ（16時台）
- LIVE金5時!! もしくはカミング中継（17時台）
- かちスポFriday（18時台）[注 36]
- よかもん応援団（18時台）[注 37]

## 再放送とネット配信
前述のとおり2019年3月4日より「かちプレおさらい」が放送開始された。30分でその日のコーナーの一部を再放送したが2019年内のうちに放送は終了となった。
その後2020年7月6日よりかちかちPressの見逃し配信をポータルサイトの「sagaplus」にて開始した。しかし2022年現在はSAGATV公式サイト内の「kachi kachi plus」にてコーナーにて紹介した店舗やコーナー内のレシピを紹介するようになった。